# Novij Urengoj-i repülőtér
A Novij Urengoj-i repülőtér (IATA: NUX, ICAO: USMU) (orosz nyelven: Аэропорт Новый Уренгой) nemzetközi repülőtér Oroszországban, amely Novij Urengoj közelében található. Éves utasforgalma 510 837 fő (2008).

## Futópályák
A repülőtér futópályái:
- 09/27

## Forgalom
Az utasforgalom az elmúlt években az alábbi módon változott:
| Utasok száma | 510 837 | 409 729 | 63 718 | 732 457 | 874 403 | 896 578 | 920 965 | 973 705 | 954 718 | 1 031 640 |
|              | 2008    | 2009    | 2012   | 2013    | 2015    | 2016    | 2018    | 2019    | 2021    | 2022      |

## Légitársaságok és úticélok
| Légitársaság      | Célállomások |
| ----------------- | --- |
| Aeroflot          | Moscow–Sheremetyevo |
| Belavia           | Szezonális charter: Minsk |
| Gazpromavia       | Moscow–Vnukovo Szezonális: Talakan, Tyumen, Ufa, Yekaterinburg |
| RusLine           | Krasnoyarsk–International, Yekaterinburg |
| S7 Airlines       | Moszkva–Domogyedovo Szezonális: Novosibirsk |
| UVT Aero          | Szezonális: Bugulma, Chelyabinsk, Kazan, Perm |
| Yamal Airlines    | Krasnoyarsk–International, Moszkva–Domogyedovo, Novosibrsk, Sabetta, Saint Petersburg, Salekhard, Simferopol, Tyumen, Ufa, Yekaterinburg Szezonális: Belgorod, Krasnodar, Omsk |
| NordStar Airlines | Moszkva–Domogyedovo, Mahachkala |